# Унтиловка (Захарьевский район)
Унтиловка (укр. Унтилівка) — село, относится к Захарьевскому району Одесской области Украины.
Население по переписи 2001 года составляло 44 человека. Почтовый индекс — 66732. Телефонный код — 4860. Занимает площадь 0,74 км². Код КОАТУУ — 5125281307.

## Местный совет
66731, Одесская обл., Захарьевский р-н, с. Йосиповка